# Ophiomyia kwansonis
Ophiomyia kwansonis este o specie de muște din genul Ophiomyia, familia Agromyzidae, descrisă de Mitsuhiro Sasakawa în anul 1961. Conform Catalogue of Life specia Ophiomyia kwansonis nu are subspecii cunoscute.